# B61

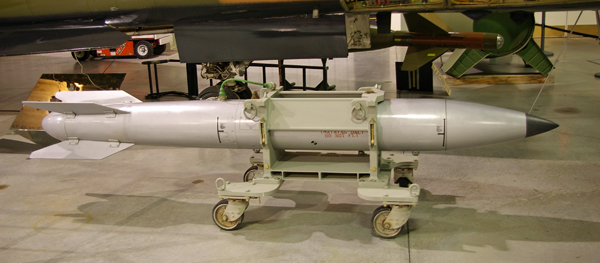

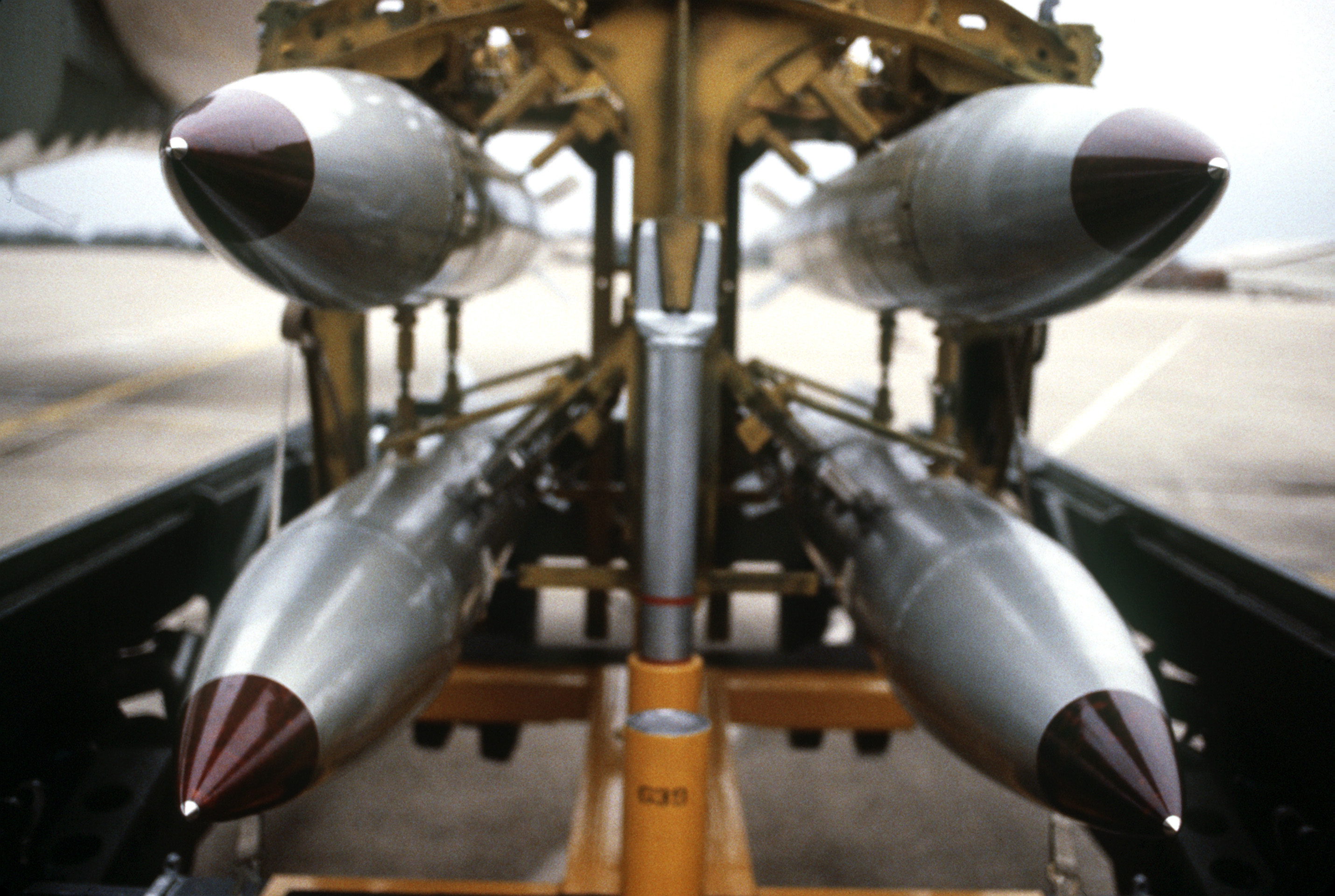
B61 uma bomba antibunker.

A B61 foi uma bomba termonuclear dos Estados Unidos da América com uma potência de 340 quilotons, foi projetada e construída no Laboratório Nacional de Los Alamos em 1961, foi produzida de 1965 a 1968, conhecida antes de 1968 como TX-61, feita para ser uma arma leve e aerodinâmica, pode ser transportada por aviões super sônicos (por causa de seu baixo peso de 360 kg, e pequeno tamanho). A sua aerodinâmica não deixa que ela se desintegre no ar a velocidades supersônicas.

## Variações
As variações eram denominadas MOD (MOD-1, MOD-2… a mais recente é a MOD-11), uma bomba de penetração, com estrutura externa
endurecida, ela contem o núcleo primário de urânio oco.